# لاکلن درهر
لاکلن درهر (انگلیسی: Lachlan Dreher؛ زادهٔ ۱۱ آوریل ۱۹۶۷) ورزشکار هاکی روی چمن اهل استرالیا است.
وی در مسابقات کشوری و بین‌المللی در مجموع برندهٔ ۱ مدال طلا، ۱ مدال نقره، ۲ مدال برنز شده‌است.